# 북아일랜드의 정치
이 문서는 북아일랜드의 정치 현황에 대해서 설명한다.
1998년 북아일랜드는 영국 내에서 자치 정부로 권력을 이양받았다. 때문에 영국 정부와 영국 의회는 보류 예외 사항 (Reserved and excepted matters)에 대해서만 책임을 지고 있다. 이 중 보류 사항은 정책 분야 (민간항공 설립, 측정 단위 변경, 인간 유전학 등)에 관한 것으로, 지금은 묶여 있지만 차후 영국 의회가 북아일랜드 의회로 결정 권한을 넘겨줄 수 있는 것들이다. 예외 사항 (국제 관계, 세금, 선거 등)의 경우 권한 이양을 못하도록 '예외'로 둔 것들이다. 이들을 제외하면 북아일랜드 행정부와 북아일랜드 의회가 북아일랜드의 모든 입법과 행정을 함께 맡는다. 이와 더불어 북아일랜드의 권력 이양은 북아일랜드 행정부 인사가 남북 장관 회의 (North South Ministerial Council)에 얼마나 참여하느냐에 따라 좌우된다. 남북 장관 회의는 북아일랜드와 아일랜드 공화국 간의 협력 분야 (농업, 교육, 보건 등)를 공동 조직하는 기구이다.

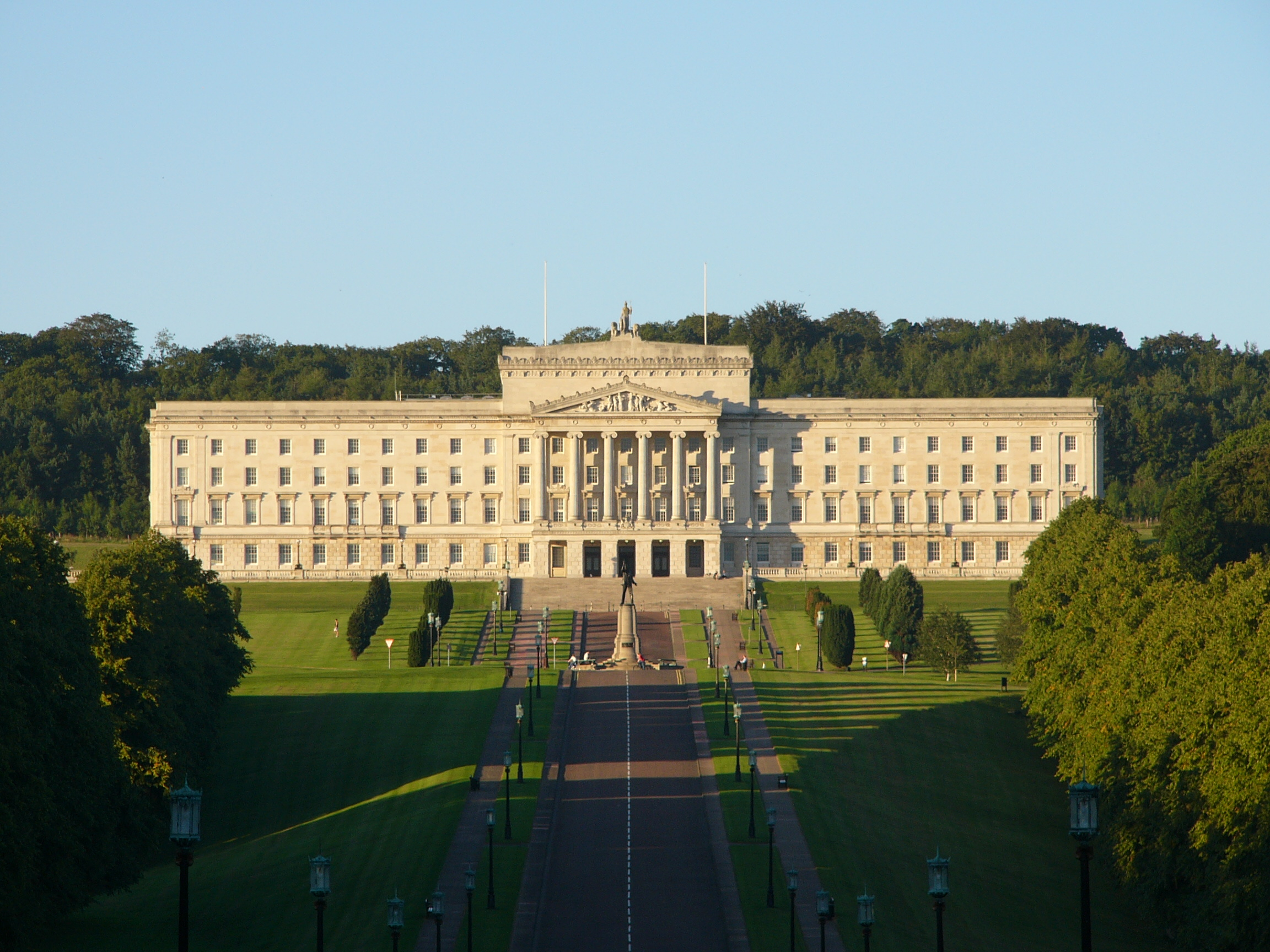
벨파스트 스토먼트에 위치한 북아일랜드 의회의 의사당 건물

북아일랜드의 선거는 단기 이양식 투표 제도로, 18개 의회 선거구에서 각각 다섯 명의 의원 (북아일랜드 의원)을 선출한다. 영국 의회의 하원을 이루는 국회의원의 경우 소선거구제를 적용하여 각 선거구당 1인씩 총 18인을 뽑는다. 하지만 이들 모두가 원내 의석을 차지하는 것은 아니다. 우선 신 페인 소속 의원 7인은 국회의원직에 오르는 데 거쳐야 하는 엘리자베스 2세 여왕을 향한 충성 서약을 거부하고 있기 때문에, 이들은 매 선거마다 당선되더라도 국회의사당에는 나가지 않는다. 이외에도 영국 상원에는 25인의 북아일랜드 출신 상원의원이 있으며, 북아일랜드 자체는 유럽 의회의 독립 선거구를 이루고 있다.
한편 영국 정부는 북아일랜드의 보류 사항들을 담당하는 북아일랜드부를 부처로 두고 있다. 여기에 아일랜드 공화국 정부도 북아일랜드가 권한을 이양받지 못한 행정 분야에 대해 "의견과 제안을 낼" 권리를 갖고 있다. 북아일랜드부는 북아일랜드부 장관이 이끄며, 영국 내각을 이루는 정부 인사이기도 하다.
북아일랜드의 대다수 사람들은 자신의 정체성을 두가지 이념 중 하나로 두고 있다. 하나는 영국의 일부로 계속 남기 원하는 연합주의, 다른 하나는 통일 아일랜드를 원하는 아일랜드 민족주의이다. 연합주의자의 경우 대부분 얼스터 개신교도로, 아일랜드 장로회와 아일랜드 성공회에 속해 있다. 아일랜드 민족주의자들의 경우 거의 모두가 로마 가톨릭교에 속한다.

## 같이 보기
- 북아일랜드의 정당
- 영국의 정치
- 아일랜드의 정치